# Papiro 53
El Papiro 53 (en la numeración Gregory-Aland), designado como {\displaystyle {\mathfrak {P}}}53, es una copia antigua del Nuevo Testamento en griego. Es un manuscrito en papiro del Mateo, y Hechos, contiene únicamente Mateo 26:29-40; Hechos 9:33-10:1. El texto del códice se publicó dos veces.

## Descripción
Solo sobreviven fragmentos con el texto de Mateo 26,29-40 y Hechos 9,33-10,1. El texto está escrito en 24-25 líneas por página. Sobreviven dos hojas en una condición muy dañada.
En términos paleográficos muestra una gran similitud con el {\displaystyle {\mathfrak {P}}^{49}} y la correspondencia de Hironosa. También tiene similitudes con el {\displaystyle {\mathfrak {P}}^{37}}.
El manuscrito ha sido asignado paleográficamente. Esos dos fragmentos se encontraron juntos, eran parte de un códice que contenía los cuatro Evangelios y Hechos o Mateo o Mateo y Hechos.

## Texto
El texto griego de este códice es una representación del tipo textual alejandrino (protoalejandrino). Aland lo ascribió como un "casi texto Normal", y lo ubicó en la Categoría I.

## Historia
Actualmente está guardado en la Universidad de Míchigan (Inv. 6652) en Ann Arbor.

## Lectura adicional
- Henry A. Sanders, A Third Century Papyrus of Matthew and Acts, in: Quantulacumque: Studies Presented to Kirsopp Lake (London: 1937), pp. 151-161.
- Comfort, Philip W.; David P. Barrett (2001). The Text of the Earliest New Testament Greek Manuscripts. Wheaton, Illinois: Tyndale House Publishers. pp. 369-373. ISBN 978-0-8423-5265-9.

## Imágenes
- Imagen del {\displaystyle {\mathfrak {P}}}53 folio 1 recto
- Imagen del {\displaystyle {\mathfrak {P}}}53 folio 1 verso
- Imagen del {\displaystyle {\mathfrak {P}}}53 folio 2 recto
- Imagen del {\displaystyle {\mathfrak {P}}}53 folio 2 verso

| Predecesor: Papiro 52 | Papiro 53 | Sucesor: Papiro 54 |

- Datos: Q776128
- Multimedia: Papyrus 53 / Q776128